# بيل بورسيل
بيل بورسيل هو سياسي أمريكي، ولد في 25 أكتوبر 1953 في فيلادلفيا في الولايات المتحدة. نشط حزبياً في الحزب الديمقراطي. وقد انتخب Mayor of Nashville ‏ وانتخب عضو مجلس نواب تينيسي ‏.